# Nusantara Satu
Nusantara Satu, také označovaná jako PSN 6, je telekomunikační družice společnosti PT Pasifik Satelit Nusantara. Její pracovní pozice je nad 146. stupněm východní délky na geostacionární oběžné dráze Země. Poskytuje datovou a hlasovou komunikaci, širokopásmový internet a také distribuci videa v oblasti Indonéských ostrovů. Společně s družicí byl vynesen Izraelský lunární lander Beresheet.
Nusantara Satu byla 22. února 2019 uvedena na přechodovou dráhu ke geostacionární dráze (s parametry 260 km x 69 036 km a sklonem 27,55°) pomocí nosné rakety Falcon 9 Block 5 společnosti SpaceX. Byl použit již dvakrát letěný první stupeň B1048. Startovalo se z floridské rampy SLC-40 a první stupeň provedl přistání na mořskou plošinu OCISLY. Statický zážeh před letem proběhl 19. února 2019 v 01:30 SEČ.
Výrobu družice měla původně zajistit firma Boeing, se kterou byl kontrakt podepsán v roce 2013 s dovětkem, že Boeing musí do 12 měsíců najít zákazníka, který by sdílel náklady na start. To se ale nepodařilo, takže v roce 2014 byl uzavřen kontrakt na výrobu se Space Systems Loral. Družice je postavena na platformě SSL-1300 a při startu vážila 4100 kg. Její životnost je plánována na 15 let. K dispozici má 38 transpondérů v pásmu C a 18 v pásmu Ku. Cena družice je 230 milionů dolarů.